# Floorball-Bundesliga 2016/17
Die Floorball-Bundesliga 2016/17 war die 23. Spielzeit um die deutsche Floorball-Meisterschaft auf dem Großfeld der Herren. Der UHC Weißenfels ging als Titelverteidiger in die Saison.
Die Saison begann am 17. September 2016.

## Teilnehmer
- UHC Sparkasse Weißenfels (Meister & Pokalsieger)
- TV Lilienthal
- Red Devils Wernigerode
- MFBC Leipzig
- BAT Berlin
- VfL Red Hocks Kaufering
- ETV Piranhhas Hamburg
- Floor Fighters Chemnitz
- TV Schriesheim (Aufsteiger)
- TV Eiche Horn Bremen (Aufsteiger)

## Modus
In der Hauptrunde spielt jedes Team jeweils zweimal (Hin- und Rückspiel) gegen jedes andere. In den Play-offs spielt zunächst der 3. gegen den 6. und der 4. gegen den 5. in einem Best-of-3-Modus. Die beiden Gewinner spielen dann gegen den 2. bzw. 1. um den Finaleinzug. Im Finale wird dann der Deutsche Floorball-Meister ermittelt.
Die letzten vier Mannschaften der Tabelle nach der Hauptrunde müssen in die Play-downs. Dort spielt der 7. gegen den 10. und der 8. gegen den 9. in einem Best-of-3-Modus. Dabei erhält der niedriger Platzierte im 1. Spiel das Heimrecht. Die beiden Verlierer spielen dann ebenfalls in einem Best-of-3-Modus. Jener Verlierer steigt ab und der Gewinner kämpft dann gegen den Gewinner der Play-offs der 2. Bundesligen um den Ligaerhalt.

## Tabelle
| Pl. | Verein                           | Sp. | 0S0 | 0U0 | 0N0 | SDS | SDN | Tore    | Diff. | Pkt. |
| --- | -------------------------------- | --- | --- | --- | --- | --- | --- | ------- | ----- | ---- |
| 1.  | UHC Sparkasse Weißenfels (M) (P) | 18  | 16  | 0   | 1   | 0   | 1   | 207:800 | +127  | 49   |
| 2.  | TV Lilienthal                    | 18  | 13  | 1   | 2   | 2   | 0   | 160:890 | +071  | 44   |
| 3.  | Red Devils Wernigerode           | 18  | 9   | 0   | 3   | 3   | 3   | 136:900 | +046  | 36   |
| 4.  | BAT Berlin                       | 18  | 8   | 1   | 6   | 3   | 0   | 107:890 | +018  | 31   |
| 5.  | MFBC Leipzig                     | 18  | 8   | 0   | 5   | 1   | 4   | 126:108 | +018  | 30   |
| 6.  | VfL Red Hocks Kaufering          | 18  | 7   | 0   | 9   | 1   | 1   | 092:124 | –032  | 24   |
| 7.  | ETV Piranhhas Hamburg            | 18  | 6   | 0   | 9   | 2   | 1   | 103:116 | –013  | 23   |
| 8.  | TV Schriesheim (N)               | 18  | 5   | 0   | 11  | 1   | 1   | 119:164 | –045  | 18   |
| 9.  | Floor Fighters Chemnitz          | 18  | 0   | 0   | 13  | 2   | 3   | 096:180 | –084  | 7    |
| 10. | TV Eiche Horn Bremen (N)         | 18  | 2   | 0   | 15  | 0   | 1   | 061:167 | –106  | 7    |

| Legende                     |
| --------------------------- |
| Teilnahme an den Play-offs  |
| Teilnahme an den Play-downs |
| (M) Titelverteidiger        |
| (P) Pokalsieger             |
| (N) Aufsteiger              |

## Play-offs
Alle Spiele werden im Best-of-three-Modus gespielt, wobei die zuerst genannte Mannschaft für das erste Spiel Heimrecht besitzt und die zweite genannte für die anderen beiden Spiele.

### Vorrunde
|                         | Gesamt |                        | Spiel 1 | Spiel 2 | Spiel 3 |
| ----------------------- | ------ | ---------------------- | ------- | ------- | ------- |
| VfL Red Hocks Kaufering | 0:2    | Red Devils Wernigerode | 3:6     | 1:6     |         |
| MFBC Leipzig            | 1:2    | BAT Berlin             | 9:3     | 2:4     | 4:7     |

### Halbfinale
|                        | Gesamt |                          | Spiel 1   | Spiel 2 | Spiel 3 |
| ---------------------- | ------ | ------------------------ | --------- | ------- | ------- |
| BAT Berlin             | 0:2    | UHC Sparkasse Weißenfels | 2:6       | 2:8     |         |
| Red Devils Wernigerode | 1:2    | TV Lilienthal            | 5:4 n. V. | 3:4     | 5:6     |

### Spiel um Platz 3
|            | Gesamt |                        | Spiel 1 |
| ---------- | ------ | ---------------------- | ------- |
| BAT Berlin | 0:1    | Red Devils Wernigerode | 1:6     |

### Finale
|               | Gesamt |                          | Spiel 1 | Spiel 2 | Spiel 3 |
| ------------- | ------ | ------------------------ | ------- | ------- | ------- |
| TV Lilienthal | 0:2    | UHC Sparkasse Weißenfels | 2:9     | 4:9     |         |

Somit ist der UHC Sparkasse Weißenfels deutscher Meister 2017.

## Play-downs

### Halbfinale
|                         | Gesamt |                       | Spiel 1 | Spiel 2 | Spiel 3 |
| ----------------------- | ------ | --------------------- | ------- | ------- | ------- |
| TV Eiche Horn Bremen    | 0:2    | ETV Piranhhas Hamburg | 5:7     | 5:6     |         |
| Floor Fighters Chemnitz | 0:2    | TV Schriesheim        | 8:9     | 1:7     |         |

### Abstiegsspiel
|                      | Gesamt |                         | Spiel 1 | Spiel 2 | Spiel 3 |
| -------------------- | ------ | ----------------------- | ------- | ------- | ------- |
| TV Eiche Horn Bremen | 0:2    | Floor Fighters Chemnitz | 4:6     | 2:7     |         |

### Relegation
|                         | Gesamt |                 | Spiel 1 | Spiel 2 | Spiel 3 |
| ----------------------- | ------ | --------------- | ------- | ------- | ------- |
| Floor Fighters Chemnitz | 2:0    | SC DHfK Leipzig | 12:4    | 9:6     |         |

Somit haben die Floor Fighters Chemnitz die Klasse gehalten.